# Aulacorthum vaccinii
Aulacorthum vaccinii är en insektsart som beskrevs av Hille Ris Lambers 1952. Aulacorthum vaccinii ingår i släktet Aulacorthum och familjen långrörsbladlöss. Arten är reproducerande i Sverige.

## Underarter
Arten delas in i följande underarter:
- A. v. vaccinii
- A. v. parvulum